# Fiorenzo Magni
Fiorenzo Magni (7. prosince 1920 Vaiano – 19. října 2012 Monza) byl italský cyklista.
Závodil od šestnácti let, v roce 1940 se stal profesionálem. Na dráze vytvořil světové rekordy v jízdě na 50 km a na 100 km. Zúčastnil se deseti ročníků Giro d'Italia a vyhrál celkovou klasifikaci v letech 1948, 1951 a 1955. Na Giru jel 24 dní v růžovém trikotu a vyhrál šest etap. V roce 1955 se stal nejstarším vítězem v historii závodu. Trojnásobné prvenství na závodě Kolem Flander v letech 1949 až 1951 mu vyneslo přezdívku Il leone delle Fiandre (Flanderský lev). Byl také nazýván Terzo ouomo (Třetí muž) pro svoji pozici za Faustem Coppim a Ginem Bartalim.
Na Tour de France startoval pětkrát a získal sedm etapových vítězství, v letech 1949 a 1952 obsadil celkově šesté místo. V roce 1955 vyhrál bodovací soutěž na Vuelta a España. Získal vítězství na závodech Gran Piemonte 1942, 1953 a 1956, Tre Valli Varesine 1947, Milán–Turín 1951, Giro della Romagna 1951 a 1955 a Milán–Modena 1954 a 1955. V letech 1951, 1953 a 1954 se stal profesionálním mistrem Itálie v silničním závodě s hromadným startem. Na mistrovství světa v silniční cyklistice skončil v roce 1951 druhý za Ferdinandem Küblerem.
Po ukončení závodní kariéry působil jako technický komisař italské cyklistické reprezentace, předseda sdružení profesionálních jezdců a ředitel muzea cyklistiky v Magregliu. Pracoval také jako prodejce pro firmy Moto Guzzi, Lancia a Opel.